# Yakovlev EG
Le Yakovlev EG (Eksperimentalnyi Gelikopter), aussi connu sous le nom de Yak-M11FR-1, Sh (Shootka) et ЭГ en russe (alphabet cyrillique), est un aéronef expérimental à rotors coaxiaux. Le prototype a volé pour la première fois en décembre 1947 piloté par le pilote d'essai V.V. Tezavrovsky.

## Conception et développement
Le fuselage de l'EG était en tube d'acier soudé, recouvert de duralumin à l'avant et de toile à l'arrière, soutenant un plan horizontal et des ailes de bout jumelées. Le pilote et le passager étaient côte à côte sous un toit vitré.
Le moteur M-11FR (en) entraînait la boîte de vitesses pour les rotors coaxiaux à deux pales. Des vibrations à des vitesses supérieures à 20 à 30 km/h ont mené à des modifications.

## Spécifications
L'aéronef peut transporter 2 membres d'équipage et a une capacité de charge utile de 142 kg. Sa longueur est de 6,53 mètres, avec un poids à vide de 878 kg et un poids brut de 1 020 kg. Il est équipé d'un moteur Shvetsov M-11FR-1 (en) développant une puissance de 140 chevaux. Sa vitesse maximale atteint 150 km/h, avec une portée de 235 km et un plafond de vol de 2 700 mètres.